# Ликман, Григорий Густавович
Григорий Густавович Ликман (25 января [7 февраля] 1904 или 25 января 1904, Ревель — 21 июля 1991, Новосибирск) — советский художник, член Союза художников СССР (1933).

## Биография
Родился в культурной и образованной семье. Отец — Густав Карлович Ликман, был эстонским мещанином, разговаривал на пяти языках, играл на флейте и скрипке; мать — Екатерина Ефимовна Ликман также была с музыкальным складом характера, играла на фортепьяно и хорошо пела, полностью посвятила свою жизнь воспитанию собственных пятерых детей: Григорию, Гордею, Лизе, Зине и Мане. В 1907 году семья будущего художника переехала в Санкт-Петербург, в 1911 году — в Москву, здесь его отец работал представителем одной французской компании мужской кожгалантереи.
В 1916 году поступил в Строгановское художественно-промышленное училище, но уже через два года по причине тяжёлой болезни покидает учебное заведение.
В 1918 году из-за начавшегося в Москве голода Екатерина Ефимовна переезжает с детьми в Челябинск, здесь жила её родная сестра. Густав Карлович остался в Москве и в 1920 году умер от тифа.
В Челябинске продолжил обучаться в различных художественных студиях.
В 1919 году стал очевидцем кавалерийского сражения красных с белочехами, которое запечатлел в картине «Отступление белочехов. Челябинск».
В 1920 году учился на рабфаке во ВХУТЕМАСе и одновременно занимался музыкой (ещё в детские годы подрабатывал тапёром в кинотеатрах). У Ликмана был бархатный баритон. Его преподавателем пения стал Бонатич, который одно время пел вместе с Шаляпиным.
С 1921 года художник начинает увлекаться авангардным искусством — лучизмом, кубизмом, супрематизмом. Он прекрасно знаком с творчеством футуристов и имажинистов, таких как Маяковский, Каменский, Бурлюк и т. д. На своём пиджаке Ликман нарисовал футуристическую эмблему. В последующие годы об увлечении Ликмана футуризмом не узнают даже его близкие, тем не менее он будет хранить эти работы на протяжении всей жизни.
В 1922 году Григорий Ликман возвращается в Челябинск, а в 1923 году вместе с семьёй переезжает в Томск, где устраивается художником-декоратором в драматический театр.
В 1924—1925 гг. добровольно служит в Томске клубным художником в 4 полку связи Красной армии, вероятно именно с этого периода он начинает скрывать собственное происхождение, в автобиографиях Ликман пишет, что вырос в бедной крестьянской семье.

### Жизнь в Новосибирске
В 1926 году художник переехал в Новосибирск, где вступил в местное отделение Ассоциации художников революционной России, с этого периода он начинает участвовать в региональных выставках и сотрудничать с газетами и книжными издательствами. В 1926—1934 гг. трудится художником-карикатуристом в местных газетах («Степная правда», «Красноармейская звезда», «Советская Сибирь»).
В 1928—1929 гг. Ликман создаёт политические карикатуры и плакаты для ежемесячного журнала «Настоящее», который начал издаваться в Новосибирске в феврале 1928 года. Его издавала одноимённая литературная группа вместе с газетой «Советская Сибирь» и Сибкрайиздатом. Журнал привлекал читателей резкой фельетонной сатирой, броскими заголовками, заставками, обилием иллюстраций, карикатурами. В середине 1928 года «Настоящее» развернуло критическую кампанию против таких писателей как Катаев, Шолохов, Пильняк, Булгаков, Горький. Многие сотрудники журнала подверглись репрессиям: 1 февраля 1933 года были арестованы Никулин, Липин, Пакшин и Вощакин. К счастью для Ликмана он не числился в штате журнала, а работал с изданием сдельно, это обстоятельство и спасло художника.
С 1933 года основной творческой деятельностью для Ликмана стала живопись. Тем не менее художник не бросил занятия графикой и продолжил сотрудничество с издательствами, иллюстрируя книги.
Ещё одним его хобби становится декоративно-прикладное искусство, Ликман был профессиональным резчиком по дереву, деревянные чаши, сделанные художником, были подарены известному советскому скрипачу Давиду Ойстраху и Мао Цзэдуну.
В 1941 году Ликман занял пост председателя Новосибирского союза советских художников и в период Великой Отечественной войны становится членом редколлегии «Окон ТАСС».
После войны художник обучается на курсах повышения квалификации при Всекохудожнике под руководством Б. В. Иогансона и продолжает активно заниматься творчеством.
В период своей творческой жизни художник создал большое количество станковых работ разных жанров: исторических и политических картин, натюрмортов и пейзажей. Его работы украсили дворцы культуры и клубы сибирских городов. Многие произведения Григория Ликмана хранятся в Новосибирской картинной галерее, Новосибирском краеведческом музее, в музеях Японии, Европы и Америки.
Похоронен на Заельцовском кладбище Новосибирска (квартал 10н).

## Работы
- «Отступление белочехов. Челябинск»
- «Автопортрет» (бумага, акварель, 1924)
- «Двое в кепках» (бумага, гуашь, 1926)
- «В подшефный колхоз» (1930)
- «Клепка котлов на КМК» (1931)
- «На конспиративной квартире» (1934)
- «Товарищ В. М. Молотов на партактиве Новосибирска в 1928 году» (1937)
- «Маевка в Нарыме под руководством В. В. Куйбышева в 1912 году» (1939)
- «Побег И. В. Сталина из Нарымской ссылки в 1912 году» (1939)
- «Атака» (1941)
- «На родные места» (1942)
- «Колхозники передают самолет Красной Армии» (1943)
- «Тяжелая утрата»
- «На трудовом фронте» (1944—1945)
- «Новосибирск. Лыжные соревнования» (1956)
- «Новосибирск. Вид на площадь от Оперного театра» (картон, масло, 1956)
- «Энергия» (холст, масло, 1964)

## Участие в выставках
После вступления в 1926 году в Ассоциацию художников революционной России Ликман участвовал фактически во всех региональных выставках. В 1937 году на Первой областной выставке живописи и скульптуры сибирских художников и скульпторов в клубе им. Сталина в Новосибирске было представлено его произведение «Товарищ В. М. Молотов на партактиве Новосибирска в 1928 году».
В 1953 году на Выставке произведений художников РСФСР в Москве картине «В мастерской художника» дал высокую оценку академик АХ СССР Павел Соколов-Скаля, работу приобрело государство для музейного фонда СССР. Кроме того, картину опубликовали в лучших художественных изданиях страны, она стала частью золотого художественного фонда СССР.